# Christian Schneider (Chemiker)

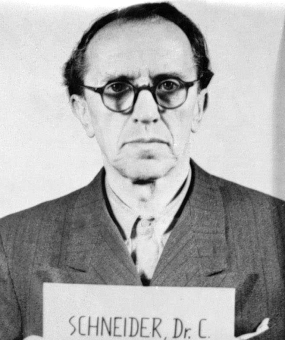
Christian Schneider während der Nürnberger Prozesse

Christian Schneider (* 19. November 1887 in Kulmbach; † 5. Mai 1972 in Ziegelhausen bei Heidelberg) war ein deutscher Chemiker, Industrie-Manager und in der Zeit des Nationalsozialismus Wehrwirtschaftsführer.

## Leben
Schneider, Sohn eines Elektroinstallateurs, besuchte in Kulmbach und Nürnberg die Schule. Ab 1907 studierte er Chemie an der Universität Erlangen, wo er 1907 Mitglied der Burschenschaft Germania Erlangen wurde. Er wurde nach Studienabschluss mit der Dissertation Einwirkung von Benzanilidimidchlorid auf Hydrazin und Derivate desselben promoviert. Danach war er kurzzeitig bei der Bergakademie in Freiberg tätig. Schneider wurde 1912 Chemiker bei der Badischen Anilin- & Soda-Fabrik (BASF AG). Als Soldat war Schneider Teilnehmer am Ersten Weltkrieg. Ab Mai 1919 arbeitete er für die Ammoniakwerke Merseburg GmbH und 1936 wurde er Betriebsführer der Leunawerke. Zwei Jahre später stieg er in den Vorstand der I.G. Farben auf.
Schneider war förderndes Mitglied der SS und trat 1937 der NSDAP bei. Bei der Vermittlungsstelle Wehrmacht in der Firmenzentrale wurde er Hauptabwehrbeauftragter gegen Werksspionage und ab 1941 Wehrwirtschaftsführer. Ab 1939 war er bei den I.G. Farben Hauptbetriebsführer und somit auch für das Personal der I.G. Farbenproduktion in Auschwitz-Monowitz verantwortlich.
Schneider wurde nach Kriegsende festgenommen und wegen Plünderung, Versklavung und Mitgliedschaft in der SS im I.G.-Farben-Prozess angeklagt. Am 30. Juli 1948 wurde er in allen gegen ihn erhobenen Anklagepunkten freigesprochen.
Im Braunbuch der DDR von 1965, in dem „Kriegs- und Naziverbrecher“ in der Bundesrepublik angeprangert wurden, wird Schneider für die Nachkriegszeit als Aufsichtsratsmitglied der Süddeutschen Kalistickstoff-Werke AG in Trostberg aufgeführt.